# Bosman (żeglarstwo)
Bosman – zwyczajowa funkcja na jachcie; osoba odpowiedzialna za żagle, liny i konserwację jachtu. Zakres obowiązków bosmana (jeśli w ogóle jest na jachcie osoba pełniąca tę funkcję) to sprawa wyłącznie zwyczajowa, wynikająca z tradycji, czy przyjętych przez kapitana, armatora jachtu zasad. B. okrętowy – bezpośredni zwierzchnik marynarzy pokładowych oddelegowanych pod jego kierownictwo do prowadzenia rutynowych prac pokładowych: czyszczenia, usuwania rdzy z elementów stalowych, malowania, smarowania, mycia, prac linowych itp..